# Juliane
Juliane ist ein weiblicher Vorname.

## Herkunft und Bedeutung
→ Hauptartikel: Julius
Juliane ist eine deutsche und französische feminine Form von Julian.

## Verbreitung
In Deutschland war der Name Juliane vor allem in den 1970er und 1980er Jahren beliebt. Obwohl er seitdem seltener vergeben wird, findet er sich immer noch unter den 500 beliebtesten Mädchennamen.

## Namenstage
- 16. Februar: nach Juliana, Märtyrerin († 304)
- 5. April: nach Juliane von Lüttich

## Namensträgerinnen

### Einzelname
- Juliane de Fontevrault (1090–1136), normannische Adelige
- Juliane von Braunschweig-Wolfenbüttel (1729–1796), Königin von Dänemark und Norwegen
- Juliane von Hessen-Darmstadt (1606–1659), Gräfin von Ostfriesland, Regentin für ihren Sohn Enno Ludwig
- Juliane von Hessen-Eschwege (1652–1693), deutsche Adlige am schwedischen Hof
- Juliane zu Hessen-Kassel (1773–1860), Prinzessin aus dem Hause Hessen-Kassel und Äbtissin des Klosters Itzehoe
- Juliane von Hessen-Philippsthal (1761–1799), Regentin von Schaumburg-Lippe
- Juliane von Nassau-Dillenburg (1587–1643), Landgräfin von Hessen-Kassel
- Juliane von Sachsen-Coburg-Saalfeld (1781–1860), Prinzessin von Sachsen-Coburg-Saalfeld und russische Großfürstin

### Vorname
- Juliane Banse (* 1969), deutsche Sopranistin
- Juliane Bartel (1945–1998), deutsche Hörfunk- und Fernsehmoderatorin
- Juliane von Fircks (* 1969), deutsche Kunsthistorikerin
- Juliane von Friesen (* 1950), deutsche Wirtschaftsjuristin und Politikerin
- Juliane von Herz (* 1968), deutsche Kunsthistorikerin
- Juliane Hielscher (* 1963), deutsche Journalistin, Fernsehmoderatorin und Buchautorin
- Juliane Höfler (* 1987), deutsche Fußballspielerin
- Juliane Hund (1928–1999), deutsche Schachspielerin
- Juliane Koepcke (verh. Diller; * 1954), deutsche Biologin
- Juliane Köhler (* 1965), deutsche Schauspielerin
- Juliane Kokott (* 1957), deutsche Juristin
- Juliane von Krüdener (1764–1824), deutsch-baltische Schriftstellerin und Pietistin
- Juliane Langgemach (verh. Schröder; * 1994), deutsche Volleyballspielerin
- Juliane Lorenz (* 1957), deutsche Filmeditorin, Regisseurin, Produzentin und Autorin
- Juliane Maier (* 1987), deutsche Fußballspielerin
- Juliane Pickel (* 1971), deutsche Schriftstellerin
- Juliane Plambeck (1952–1980), Terroristin der RAF
- Juliane Prade-Weiss (* 1980), deutsche Literaturwissenschaftlerin, Hochschullehrerin
- Juliane Rautenberg (* 1966), deutsche Schauspielerin
- Juliane Schenk (* 1982), deutsche Badmintonspielerin
- Juliane Schmieglitz-Otten (* 1961), deutsche Historikerin, Museumsleiterin und Autorin
- Juliane Seyfarth (* 1990), deutsche Skispringerin
- Juliane Sperr (1942–1988; später Jane Seitz), deutsche Filmeditorin
- Juliane Weber (1939–2023), Leiterin des persönlichen Büros von Helmut Kohl
- Juliane Werding (* 1956), deutsche Sängerin und Liedermacherin
- Juliane Wiemerslage (* 1958), deutsche Managerin
- Juliane C. Wilmanns (1945–2008), deutsche Medizinhistorikerin und Hochschullehrerin
- Juliane Wolf  (* 1988), deutsche Tischtennisspielerin
- Juliane Wurm (* 1990), deutsche Sportkletterin
- Juliane Ziegler (* 1981), deutsche Fernsehmoderatorin